# Komikum
A komikum nevetséges hatásra épülő, elsősorban a komédiában jelentkező esztétikai minőség. Arisztotelész meghatározása szerint nevetséges valamely „hiba vagy rútság, amely fájdalmat nem okoz”.
A komikumban rejlő belső ellentmondás lényege, hogy a komikus figura másnak - általában jobbnak, nemesebbnek - akar látszani, mint amilyen valójában, de a mű során ez a törekvés lelepleződik és nevetségessé válik.

## Komikus színészek
A nevetséges, humoros színpadi alakokat játszó színészek  szerepkörét férfiak esetében komikusnak, nők esetében komikának nevezzük.  A komikusi szerepkör példái a klasszikus magyar színpadi irodalomból: Kardos (Fáy A.: Régi pénzek), Zajtay (Gaál J.: A peleskei nótárius), Mosolygó (Csiky G.: A proletárok),   míg a komikára példák: Karnyóné (Csokonai V. M.), Margit (Kisfaludy K.: A kérők), Luca (Kisfaludy K.: Csalódások), Mogoriné (Szigligeti E.: A mama).
Az operettben sajátos szerepkör a  táncoskomikus, akinek partnere a szubrett.  